# Donald Ginsberg
Donald Maurice Ginsberg, auch Donald M. Ginsberg (* 19. November 1933 in Chicago; † 7. Mai 2007 in Urbana, Illinois) war ein US-amerikanischer Physiker.

## Leben
Ginsberg studierte zunächst Geisteswissenschaften an der University of Chicago; nach seinem Abschluss 1952 machte er 1955 einen Bachelor in Physik und 1956 seinen Master. An der University of California, Berkeley wurde er 1960 promoviert. Er war von 1960 bis 1962 und 1962 bis 1964 Forschungsstipendiat der Alfred P. Sloan Foundation. 1960 machte er seinen Postdoc als Stipendiat der National Science Foundation an der britischen Universität Cambridge. 1959 wurde er Professor an der University of Illinois at Urbana-Champaign. 1996 wurde er emeritiert.
Er wurde als ordentliches Mitglied in die American Physical Society aufgenommen. Er war Fellow der American Association for the Advancement of Science. 1998 wurde er mit dem Oliver E. Buckley Condensed Matter Prize geehrt.

## Wirken
Donald Ginsberg wurde bekannt mit seinen Forschungen zu Supraleitern, insbesondere zur Herstellung von YBCO, einer Gruppe von Supraleitern mit einer ungewöhnlich hohen Sprungtemperatur bei 90 K.
Sein fünfbändiges Werk „Physical Properties of High Temperature Superconductors“ ist ein Standardwerk für Physiker, Chemiker und Materialwissenschaftler.

## Schriften
- Physical Properties of High Temperature Superconductors. Band I, World Scientific Publishing 1989, ISBN 9971-5-0683-1; Band II, World Scientific Publishing 1990, ISBN 981-02-0190-7; Band III, World Scientific Publishing 1992, ISBN 981-02-0874-X; Band IV, World Scientific Publishing 1994, ISBN 981-02-1637-8; Band V, World Scientific Publishing 1996, ISBN 981-02-2464-8
- Sunbeams Fall. AuthorHouse 2002, ISBN 1-4033-2337-2
- At the Edge of a Dream. AuthorHouse 2006, ISBN 1-4259-7516-X